# Катастрофа Boeing 727 под Джуно
Катастрофа Boeing 727 под Джуно — крупная авиационная катастрофа самолёта Boeing 727—193 авиакомпании Alaska Airlines, произошедшая в субботу 4 сентября 1971 года близ Джуно (Аляска). Авиалайнер выполнял пассажирский рейс из Якутата, когда при заходе на посадку врезался в гору Чилкат к западу от Джуно и разрушился, при этом погибли 111 человек. Это крупнейшая авиакатастрофа в истории Аляски. Также это первая авиакатастрофа отдельного самолёта в США, в которой погибли свыше ста человек.

## Экипаж
Командир воздушного судна — Ричард К. Адамс (англ. Richard C. Adams). 41 год, в Alaska с 4 июня 1955 года. Был квалифицирован для полётов на самолётах Boeing 727, Douglas DC-4, -6, -7, Convair CV-240, -340, −40, Lockheed C-130 и C-46. Общий налёт 13 870 часов, в том числе 2688 часов на B-727.
Второй пилот — Леонард Д. Бич (англ. Leonard D. Beach). 32 года, в Alaska с 28 февраля 1966 года. Изначально был квалифицирован для полётов на самолётах Lockheed C-130, а впоследствии и на Boeing 727. Общий налёт около 5000 часов, в том числе около 2100 часов на B-727.
Третий пилот (бортинженер) — Джеймс Дж. Карсон (англ. James J. Carson). 30 лет, в Alaska с 6 июня 1966 года. Был квалифицирован на пилота и бортинженера реактивных самолётов. Общий налёт около 2850 часов, в том числе около 2600 часов на B-727.

## Самолёт

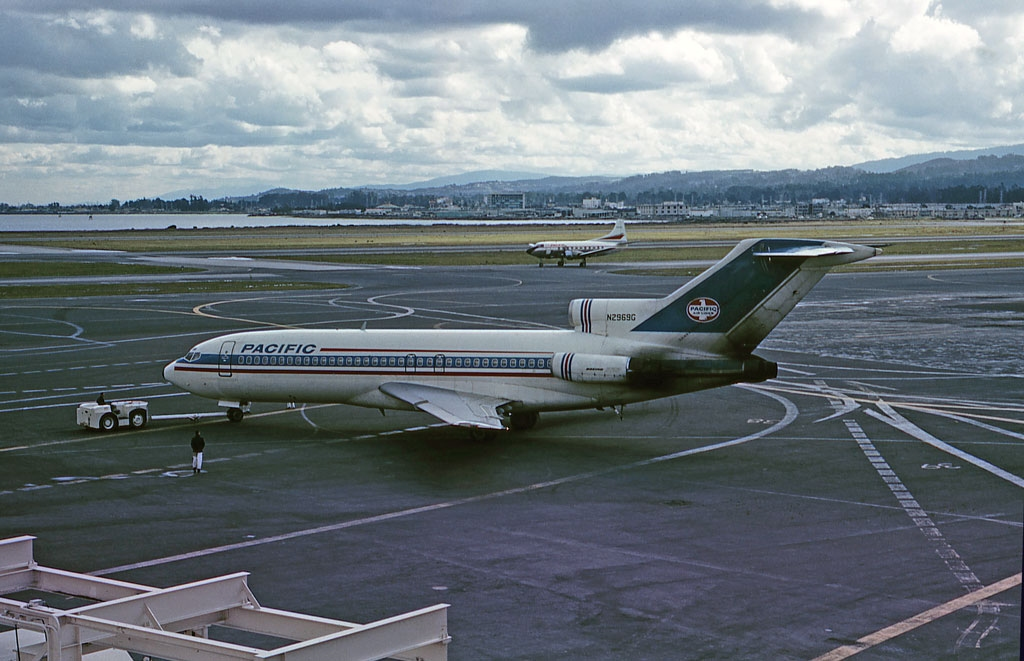
Борт N2969G в январе 1967 года в период работы в Pacific Air Lines

Boeing 727—193 с заводским номером 19304 и серийным 287 был выпущен корпорацией Boeing Company 24 июня 1966 года. 1 июля авиалайнер получил бортовой номер N2969G и изначально эксплуатировался в Pacific Air Lines, которая позже вошла в состав Air West. 8 апреля 1970 года данный Боинг был приобретён Hughes Air Corporation, базировавшейся в аэропорту Сан-Франциско (Калифорния). Самолёт сдавался в сублизинг компании Air West, а с 25 сентября 1970 года — Alaska Airlines, имея к тому времени наработку 10 040 лётных часов. Общая наработка борта N2969G на день катастрофы составляла 11 334 лётных часа. Его три турбовентиляторных двигателя были модели Pratt & Whitney JT8D-7B.

## Катастрофа
Авиалайнер выполнял регулярный пассажирский рейс 1866 (позывные — AS66) из Анкориджа (штат Аляска) в Сиэтл (штат Вашингтон) с промежуточными посадками в Кордове, Якутате, Джуно и Ситке (все четыре расположены в штате Аляска). Согласно плану, полёт должен был выполняться по ППП. В 09:13 рейс AS66 вылетел из Анкориджа и в 09:42 произвёл посадку в Кордове. Из-за проблемы с загрузкой багажного отсека, Боинг смог вылететь из Кордовы только в 10:34, а в 11:07 благополучно приземлился в Якутате. В Якутатском аэропорту экипаж получил от диспетчера разрешение на выполнение взлёта и следование в Джуно по воздушному коридору 507 до пересечения Pleasant, после чего по прямой на Джуно. При этом после взлёта следовало подниматься и сохранять высоту 9000 футов (2,7 км) вплоть до удаления в 15 миль (24 км) к юго-востоку от Якутата, а далее подниматься и занимать заданный эшелон 230 (7 км). В 11:35 со 104 пассажирами и 7 членами экипажа на борту самолёт вылетел из Якутата.
В 11:46 экипаж AS66 перешёл на связь с Анкориджским диспетчерским центром, которому доложил о эшелоне полёта 230 и удалении 65 миль (104 км) к востоку от Анкориджа. Диспетчер разрешил экипажу по усмотрению снижаться и занимать высоту 10 тысяч футов (3 км) до пересечения Pleasant, а также разрешил снижаться после пересечения Howard. Получение информации было подтверждено командиром, который затем перешёл на связь с диспетчером Джуно и получил от него данные для выставления давления на высотомерах (29,46), а также указание сообщить о прохождении высоты 11 тысяч футов (3,35 км). В 11:51 с самолёта доложили о покидании эшелона 230, на что было дано разрешение снижаться до пересечения Pleasant.
В 11:54 диспетчер дал указание рейсу AS66 занимать высоту 12 тысяч футов (3,65 км), о выполнении чего было доложено экипажем через минуту. Как объяснил диспетчер экипажу, такая команда, которая отличалась от первоначального разрешения снижаться к пересечению Howard, была дана из-за того, что в данном районе находился ещё один самолёт, высота которого была неизвестна. Речь шла о Piper PA-23 Apache борт N799Y, который вылетел из Джуно в 11:44 и, выполняя полёт по приборам, направлялся в Уайтхорс (Канада) по коридору «Элуф 79», при этом данный коридор во многих документах уже был обозначен как «Амбер 15».
В 11:58 с борта доложили о прохождении Pleasant и следовании по схеме ожидания, на что диспетчер дал разрешение следовать к пересечению Howard через радиомаяк Джуно. Также он спросил, сохраняется ли высота 12 тысяч футов, на что ответ был утвердительным. В 12:00 диспетчер повторил разрешение на прохождение точки Howard, а также оценил время захода на посадку как 12:10. В 12:01 с рейса AS66 сообщили о прохождении Howard на высоте 12 тысяч футов. В 12:07 с самолёта спросили о своём местонахождении относительно посадочного курса и схемы ожидания, на что диспетчер передал, что AS66 только что вошёл в схему захода и следует на радиомаяк Howard, после чего дал разрешение снижаться для прохождения направленного радиомаяка на высоте не более 9 тысяч футов (2,7 км). Экипаж подтвердил разрешение на снижение и доложил о покидании высоты 12 тысяч футов. В 12:08 диспетчер спросил о высоте полёта, на что с AS66 доложили: …прошли пять тысяч [1,52 км]… четыре тысячи пятьсот [1,37 км]. Тогда было дано указание переходить на связь с Джуно-башня. Экипаж подтвердил получение указания и затем перешёл на связь с башней аэропорта: Аляска шесть-шесть, прошли Earlow (10 морских миль [18,5 км] к западу от аэропорта). В ответ с башни передали: Аляска шесть-шесть, ясно. Подтвердил прохождение пересечения, полоса 8, ветер 80° 22 узла, в порывах до 28 узлов, высотомер на 29,47, время девять с половиной [12:09:30], сообщите о [прохождении] Barlow. Никаких сообщений от рейса AS66 больше не поступало.
По свидетельствам трёх очевидцев, в это время шёл небольшой дождь, а небо было покрыто облаками. По данным метеослужбы аэропорта, на 11:56, на небе была переменная облачность с нижней границей 1500 футов и до 3500 футов, а до 7500 футов — сплошная облачность, небольшой дождь, видимость 15 миль. Также в 13:10 пилот, выполняющий полёт из Джуно в Ситку сообщил о погоде на 11:15 — пасмурно, небольшой дождь, нижняя граница облачности 1000 футов, верхняя — 3000 футов, видимость 10 миль, вершины гор и перевалы закрыты. По показаниям двух очевидцев, которые находились в районе гор Чилкат, они слышали низколетящий самолёт, но не смогли увидеть его из-за низкой видимости, которую они оценили в 55—65 метров. Звук двигателей при этом был нормальным. Затем через минуту раздался взрыв. Третий свидетель видел самолёт, который скрылся в облаках, но не слышал затем никаких звуков. В 12:15 летящий на высоте 2475 футов Боинг врезался в закрытую облаками гору и взорвался. Когда экипаж перестал отвечать на запросы, в 12:23 начались поиски рейса AS66. Через несколько часов обломки самолёта обнаружили на восточном склоне хребта Чилкат в 18,5 морских милях (34,3 км) западнее аэропорта Джуно в точке с координатами 58°21′42″ с. ш. 135°10′12″ з. д.. Все 111 человек на борту погибли. На тот момент это была крупнейшая в США катастрофа одного самолёта, а также по числу жертв она занимала третье место в стране (после столкновений над Нью-Йорком и Большим каньоном) и среди катастроф Boeing 727 (после катастроф в Японии в 1966 и 1971 годах). В 1975 году её по всем трём категориям отодвинула катастрофа Boeing 727 в Нью-Йорке (113 погибших). В США это первая катастрофа одного самолёта, в которой погибли свыше ста человек. Также вплоть по настоящее время катастрофа борта N2969G остаётся крупнейшей авиакатастрофой в истории Аляски.

## Причины
Из выводов комиссии, расследующей происшествие:
1. Самолёт был сертифицирован, обслуживался и был загружен в соответствии с установленными инструкциями, не было никаких отказов или неисправностей двигателей и систем управления.
2. Экипаж был сертифицирован и квалифицирован для выполнения полёта.
3. Команды диспетчера рейсу AS66 давались своевременно в установленном порядке и процедурами.
4. Из-за получения неправильной команды борт N799Y (Piper PA-23) оказался в воздушном районе, где своим присутствием вызвал дополнительную нагрузку на авиадиспетчеров.
5. Присутствие поблизости борта N799Y, местонахождение которого и дальнейшие намерения были неизвестны, могло отвлекать экипаж рейса AS66.
6. Экипаж не использовал процедуры по звуковой идентификации при настройке на соответствующие радиомаяки.
7. Возможно, что между членами экипажа было плохое взаимодействие, когда второй пилот изменил свою частоту с всенаправленного радиомаяка (VOR) на направленный, после чего попросил у командира настройку на VOR.
8. Действия экипажа выглядели как правильные, однако из-за навигационной ошибки они привели к преждевременному снижению и столкновению с горой.
9. Не было никаких нарушений в работе высотомеров.
10. Изображение пересечений, составленное из докладов экипажа, относительно точной схемы захода на посадку в Джуно было сдвинуто на 35° — 40° против часовой стрелки.
11. Радиокомпас командира в момент столкновения был настроен на VOR Джуно, при этом частота была задана перед катастрофой.
12. Не было найдено доказательств, что экипаж использовал всё имеющееся у них навигационное оборудование для наблюдения за траекторией следования относительно радиомаяка.
13. Проведённые лётные и другие испытания не выявили в работе VOR Систер Айленд нарушений, которые могли бы привести к значительному изменению курса в день происшествия.
14. Проведённые экспертизы и тесты восстановленного радиоэлектронного оборудования самолёта не обнаружили никаких доказательств, что были нарушения в его работе.
15. Как показала проверка совместимости применяемых на радиомаяках VOR передатчиков и существующих самолётных навигационных приёмников, в случае несоответствий данного оборудования, информация об этом была бы тут же отображена.

По мнению комиссии Национального совета по безопасности на транспорте (NTSB), катастрофа, вероятно, произошла из-за отображения дезориентирующих навигационных данных по траектории полёта относительно курсового радиомаяка, что привело к преждевременному снижению под установленную безопасную высоту. Как и почему возникла такая ошибка в навигационных данных, следователи установить не смогли. При этом NTSB отметил, что пилоты для уточнения маршрута полёта относительно радиомаяка не использовали всё имеющееся у них навигационное оборудование, либо использовали его неверно. Также экипаж не прибегал к процедурам по звуковой идентификации соответствующих навигационных объектов.

## Последствия
Канадский инженер Чарльз Дональд Бейтмен из корпорации Honeywell в тот день выполнял полёт на Beechcraft Baron, но, узнав о случившемся, изменил маршрут и вскоре уже был у горы Чилкат. Вид обломков самолёта произвёл на Бейтмена настолько сильное впечатление, что он стал одержим идеей сделать полёты более безопасными. Менее чем через три года, 19 июня 1974 года была подана первая заявка на патент о системе предупреждения о близости земли (англ. Ground Proximity Warning Systems или GPWS, патент № 3946358). С декабря 1974 года эта система начала устанавливаться на всех авиалайнерах.
В отчёте NTSB основными виновниками подразумевают пилотов, хотя прямо это и не называется. При этом аэропорт Джуно довольно сложный в плане выполнения посадки, так как в процессе подхода самолётам приходится выполнять развороты на 180°, в том числе над проливами и среди гор. Выполняя такой подход, экипажи могли и запутаться, а с учётом, что, как и в случае с рейсом 1866, на дисплее могут отобразиться неверные навигационные данные, то пилоты могут и неверно определить своё местонахождение. Поэтому в самой авиакомпании основной причиной катастрофы называют сбой в работе радиомаяка. К тому же через месяц Федеральное управление гражданской авиации США поставила в зоне подхода аэропорта Джуно дополнительный радиомаяк, что облегчало пилотам определение местонахождения. Также в 1998 году аэропорт Джуно стал первым в мире аэропортом, оборудованным системой по обнаружению и предупреждению сильной турбулентности в зоне подхода. Примечательно, что изначально эта система разрабатывалась для аэропорта Кайтак в Гонконге. Что до самой Alaska Airlines, то в 1989 году она стала первой среди авиакомпаний, которая на гражданских воздушных судах стала применять прозрачные дисплеи. Пилот размещал этот дисплей перед иллюминатором и, смотря через него, мог также выполнять визуальный заход на посадку. При этом уже не надо было переводить взгляд вниз, чтобы посмотреть параметры полёта, так как эти данные были прямо перед лицом, благодаря чему повышалась безопасность.

### Комментарии
1. ↑  Здесь и далее приведено Тихоокеанское летнее время (UTC−07:00)
2. ↑  При прослушивании записей радиопереговоров рейса AS66 с диспетчерским центром удалось установить по голосу, что все переговоры с диспетчером выполнял командир экипажа Ричард Адамс